# Neoleptoneta apachea
Neoleptoneta apachea là một loài nhện trong họ Leptonetidae.
Loài này thuộc chi Neoleptoneta. Neoleptoneta apachea được Willis J. Gertsch miêu tả năm 1974.